# Lindåsasjön, Småland
Lindåsasjön är en sjö i Vetlanda kommun i Småland och ingår i Emåns huvudavrinningsområde. Sjön är 12 meter djup, har en yta på 0,681 kvadratkilometer och befinner sig 206,2 meter över havet. Sjön avvattnas av vattendraget Rydgölbäcken.

## Delavrinningsområde
Lindåsasjön ingår i det delavrinningsområde (636280-146370) som SMHI kallar för Utloppet av Lindåsasjön. Medelhöjden är 220 meter över havet och ytan är 3,81 kvadratkilometer. Det finns inga delavrinningsområden uppströms utan avrinningsområdet är högsta punkten. Rydgölbäcken som avvattnar avrinningsområdet har biflödesordning 3, vilket innebär att vattnet flödar genom totalt 3 vattendrag innan det når havet efter 153 kilometer. Delavrinningsområdet består mestadels av skog (44 procent) och jordbruk (29 procent). Avrinningsområdet har 0,66 kvadratkilometer vattenytor vilket ger det en sjöprocent på 17,4 procent.